# Исигаки
Исигаки (яп. 石垣市 Исигаки-си) — город на одноимённом острове, расположенный на юге Японии. Населённый пункт входит в префектуру Окинава. Площадь города составляет 229,00 км², население — 46 703 человека (1 августа 2014), плотность населения — 203,94 чел./км².

## Население
Население города составляет 46 703 человека (1 августа 2014), а плотность — 203,94 чел./км². Изменение численности населения с 1980 по 2005 годы:
| 1980 | 38 819 чел. |  |
| 1985 | 41 177 чел. |  |
| 1990 | 41 245 чел. |  |
| 1995 | 41 777 чел. |  |
| 2000 | 43 302 чел. |  |
| 2005 | 45 183 чел. |  |

## Достопримечательности

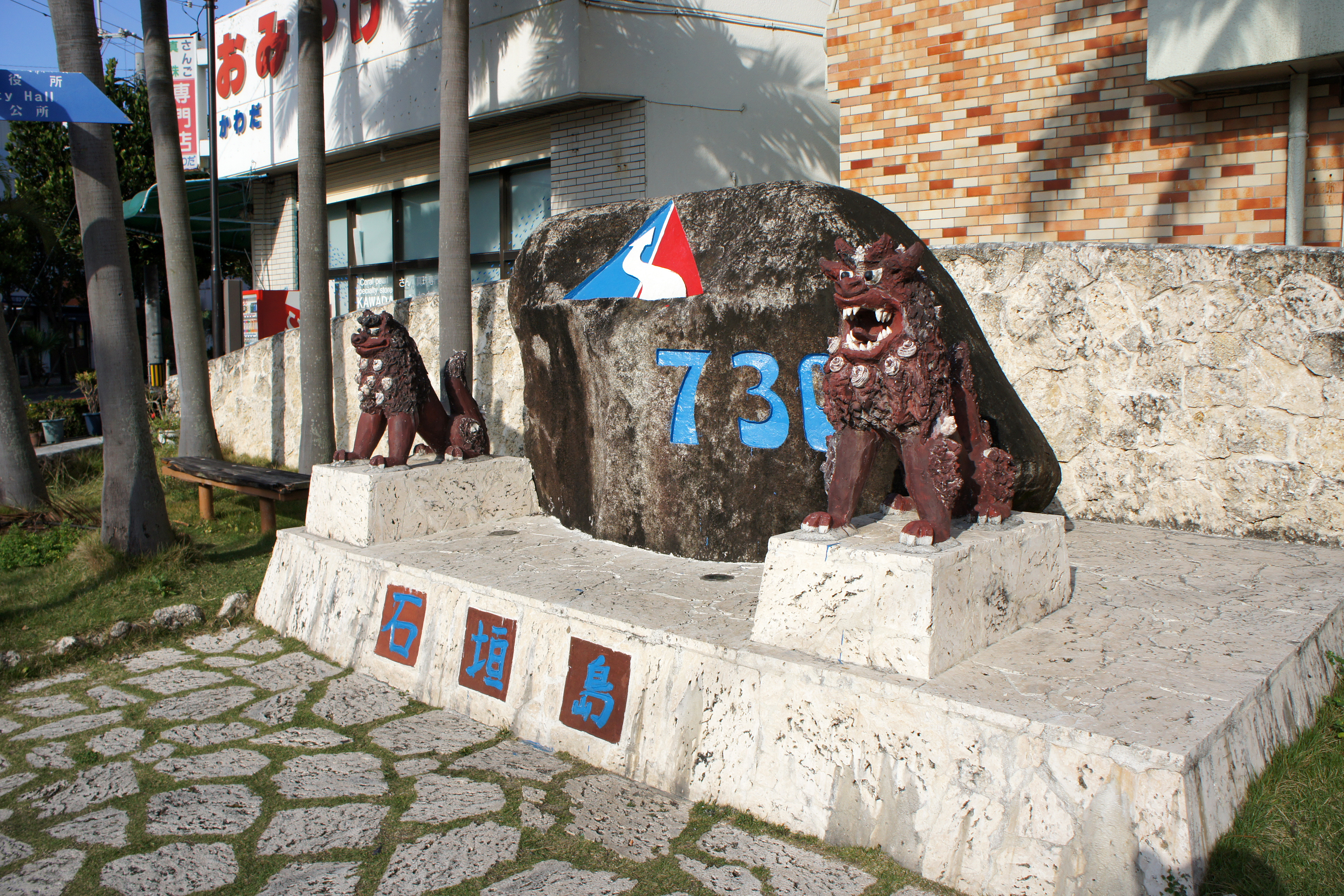
Памятник дню 730 в Исигаки

В городе установлен памятник переводу автомобильного движения в 1978 году на левостороннее, который символизирует возвращение префектуры Окинава в состав Японии.
Особенности
По политическим причинам торговое судоходство между Тайванем и КНР ограничено, запрещены почти все грузовые сообщения между этими странами. 
Для обхода этих торговых ограничений суда заходят на остров Исигаки, оформляют грузовой приход и отход на рейде на таких рейсах. Каждый такой «судозаход» приносит несколько тысяч долларов в экономику острова.